# Foresta Fălticeni
Foresta Fălticeni war ein rumänischer Fußballverein aus Fălticeni, Kreis Suceava. Von 1997 bis 2002 trug er seine Heimspiele in Suceava aus, ehe er im Jahr 2003 aufgelöst wurde. Er gehörte drei Spielzeiten der höchsten rumänischen Fußballliga an und stand im Pokalfinale 1967.

## Geschichte
Foresta Fălticeni wurde im Jahr 1954 als Avântul Fălticeni (deutsch Aufschwung) gegründet. Schon im Jahr 1955 spielte er in der Divizia B, der zweiten rumänischen Fußballliga, stieg aber schon nach einem Jahr wieder ab. In der Saison 1956 spielte er unter seinem neuen Namen Recolta Fălticeni (deutsch Ernte) in der seinerzeit nur sporadisch ausgetragenen Divizia C. Dort gelang der sofortige Wiederaufstieg. Nach der zwischenzeitlichen Umbenennung in Energia Fălticeni nahm der Verein im Jahr 1957 den Namen Foresta Fălticeni an.
Foresta platzierte sich in der Divizia B über mehrere Jahre hinweg im Mittelfeld seiner Staffel, ohne in den Kampf um den Aufstieg oder gegen den Abstieg einzugreifen. In der Spielzeit 1962/63 gelang erstmals der Sprung auf den dritten Platz, in der folgenden Saison stieg der Klub jedoch in die Divizia C ab. Dieser gehörte der Verein bis zum Jahr 1983 mit einer Unterbrechung in der Saison 1974/75, als er in der Divizia B spielte, durchgehend an. In diese Zeit fiel mit dem Erreichen des Pokalfinales 1967 der größte Erfolg der Vereinsgeschichte, als der Klub zunächst die Erstligisten Steagul roșu Brașov, Politehnica Timișoara, CSMS Iași und Rapid Bukarest ausschalten konnte, im Finale aber Steaua Bukarest mit 0:6 unterlag.
Während seiner Zeit in der Divizia C gehörte Foresta zwar stets zur Spitzengruppe, der Aufstieg blieb dem Klub mit Ausnahme des Jahres 1974 aber verwehrt. Nachdem er im Jahr 1982 seinen Namen in Chimia Fălticeni (deutsch Chemie) geändert hatte, gelang im Jahr 1983 abermals der Aufstieg. Nach dem Klassenerhalt in den beiden folgenden Spielzeiten musste Chimia jedoch im Jahr 1986 erneut absteigen. In der beiden nachfolgenden Spielzeiten wurde der Wiederaufstieg verpasst.
Im Jahr 1988 wurde der Vereinsname wieder in Foresta Fălticeni geändert. Ein Jahr später kehrte der Klub in die Divizia B zurück. Dort konnte Foresta sich fünf Jahren halten, ehe der Klub im Jahr 1994 erneut den Gang in die Divizia C antreten musste. Nach dem sofortigen Wiederaufstieg verfehlte der Verein ein Jahr später nur knapp den Durchmarsch ins Oberhaus, als er hinter Jiul Petroșani auf dem zweiten Platz landete.
Ein Jahr später schaffte Foresta erstmals den Sprung in die höchste rumänische Spielklasse, die Divizia A. Nach dem Aufstieg siedelte der Klub in die nahegelegene Großstadt Suceava über und spielte fortan unter dem Namen Foresta Suceava. Dies war erforderlich, da die Strukturen in Fălticeni nicht ausreichend waren, und wurde dadurch begünstigte, dass der führende Verein Suceavas, CSM Suceava, seinerzeit nicht im überregionalen Spielbetrieb vertreten war.
Im Oberhaus konnte Foresta in der Saison 1997/98 zunächst auf dem 15. Platz abschließen und den Klassenverbleib verbuchen, ehe ein Jahr später lediglich der 16. Platz heraussprang und der Verein in die Divizia B absteigen musste. Nach dem sofortigen Wiederaufstieg folgte in der Saison 2000/01 erneut der Abstieg, als Foresta auf Platz 15 liegend in die Relegation musste und dort dem FC Baia Mare aufgrund der Auswärtstorregel unterlag.
Nach dem Abstieg schloss der Klub nur auf dem zehnten Platz ab und änderte während der Saison 2002/03 seinen Namen wieder in Foresta Fălticeni. Nach einem erneuten Abstieg in die Divizia C im Jahr 2003 wurde der Klub zu Beginn der darauf folgenden Spielzeit vom Spielbetrieb ausgeschlossen und löste sich anschließend auf.

## Erfolge
- Rumänischer Pokalfinalist: 1967
- Aufstieg in die Divizia A: 1997, 2000
- Aufstieg in die Divizia B: 1956, 1974, 1983, 1989

## Bekannte Spieler
- Mihai Baicu (1996–2001)
- Daniel Bălan (1997–2001)
- Dorin Goian (1997–2001)
- Lucian Goian (2001–2002)
- Robert Ilyeș (1995–1999)

## Ehemalige Trainer
- Gheorghe Albu
- Pavel Buburuz (2002)